# Une vie sauvage trépidante
 (mai 2017).
Si vous disposez d'ouvrages ou d'articles de référence ou si vous connaissez des sites web de qualité traitant du thème abordé ici, merci de compléter l'article en donnant les références utiles à sa vérifiabilité et en les liant à la section « Notes et références ».
Pour plus de détails, voir Fiche technique et Distribution.
Une vie sauvage trépidante (Wacky Wild Life ou Wacky Wildlife) est un dessin animé américain de la série Merrie Melodies, réalisé par Tex Avery sur un scénario de Dave Monahan, et sorti en 1940.

## Fiche technique
- Réalisation : Tex Avery
- Scénario : Dave Monahan
- Production : Leon Schlesinger Studios
- Musique originale : Carl W. Stalling
- Montage et technicien du son : Treg Brown (non crédité)
- Durée : 8 minutes
- Pays de production :  États-Unis
- Langue : anglais
- Distribution : 1940 : Warner Bros. Pictures
- Format : 1,37 :1 Technicolor Mono
- Date de sortie : 
  - États-Unis : 9 novembre 1940

## Animateurs
- Virgil Ross
- Rod Scribner (non crédité)
- Robert McKimson (non crédité)
- Charles McKimson (non crédité)
- Paul J. Smith
- Sid Sutherland (non crédité)

## Musique
- Carl W. Stalling, directeur de la musique